# Crimă

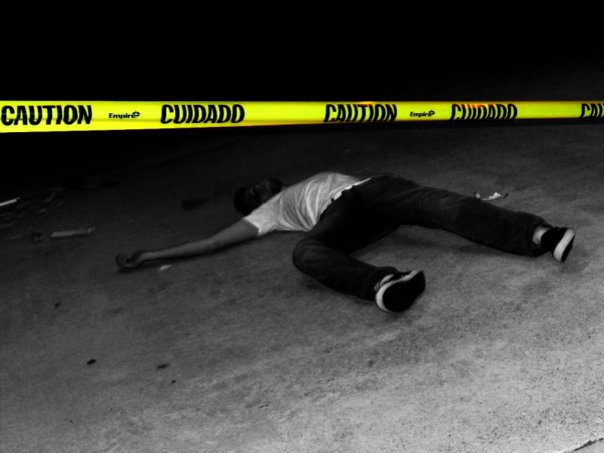
Scena unei crime fictive

Crima este o infracțiune care prezintă un grad ridicat de pericol social și pe care legea o sancționează cu pedepsele cele mai mari; termenul de "crimă" referindu-se în special la infracțiunea de omor.
Crimă reprezintă o acțiune sau inacțiune periculoasă din punct de vedere social și în consecință supusă penalizării juridice. Pe plan internațional, pedeapsa pentru această infracțiune variază de la întemnițarea făptașului pe o perioadă anumită de timp până la pedeapsa capitală.

## Crima organizată
Infracțiunea sau concursul de infracțiuni care prezintă un grad ridicat de pericol social și pe care legea le sancționează cu pedepsele cele mai mari, ale căror rezultat este minuțios planificat, săvârșite de grupuri infracționale cu o structură ierarhică bine definită și cu atribuții stabilite pentru fiecare membru, în scopul obținerii unor foloase (politice, economice etc.) poartă denumirea de crimă organizată.